# Igor Farchutdinov
Igor Pavlovitj Farchutdinov, född 16 april 1950, död 2003 i en helikopterolycka, var en rysk politiker, guvernör i Sachalin från 1995 till 2003.